# Museo de anclas Philippe Cousteau
El museo de anclas Philippe Cousteau es un museo al aire libre español situado en Salinas, en el concejo asturiano de Castrillón. Fue inaugurado el 30 de septiembre de 1993.

## Descripción
Ubicado en la península de La Peñona, en un extremo de la playa de Salinas, cerca del túnel de Arnao. Este museo fue promovido por la cofradía de la buena mesa de la mar. 
Incluye, al aire libre, una serie de esculturas de acero llamadas Velas junto a cada ancla, están diseñadas y pintadas por su autor Lucio Marcos Pernia, las Velas muestran diferentes motivos marinos y náuticos (Llámpara, acero, sol, algas, banderines, mar). Estas Velas no fueron las originales, en un principio fueron unos grandes vidrios pero por causa del vandalismo estos vidrios fueron destruidos, de estas Velas de vidrio existen pocas imágenes. El artista Lucio Marcos Pernia preparó una intervención sobre los vidrios resquebrajados para el día de la inauguración del Museo por el rey Juan Carlos I. También hay un busto de Philippe Cousteau obra de Vicente Menéndez-Santarúa Prendes, un mural cerámico cuya autoría corresponde a Ramón Rodríguez y la Escuela Municipal de Cerámica de Avilés y una rosa de los vientos.
Está dedicado a la memoria de Philippe Cousteau, hijo de Jacques-Yves Cousteau fallecido en 1979 a la edad de 38 años.

## Galería

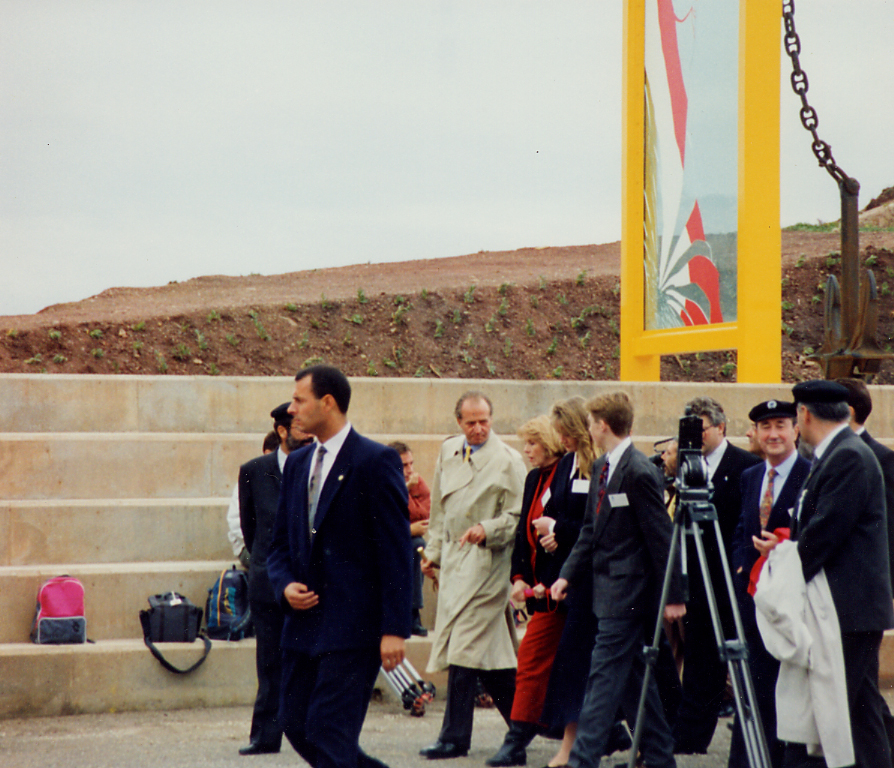
Inauguración con los vidrios originales.
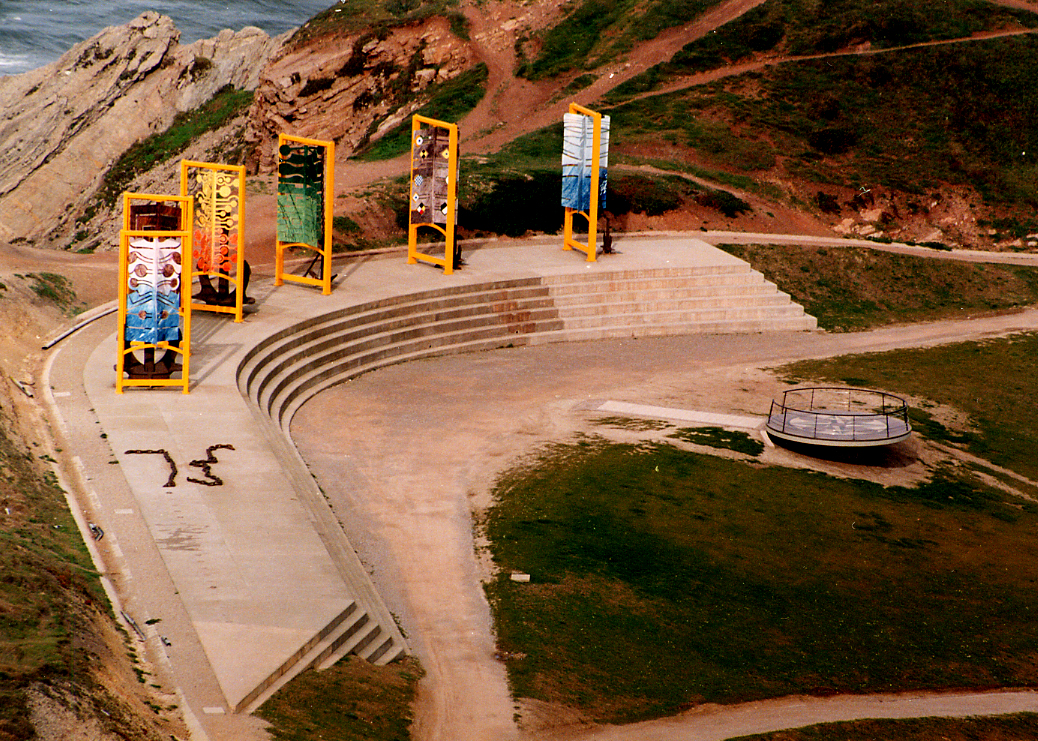
Conjunto de Velas con los colores originales, autor Lucio Marcos Pernia.
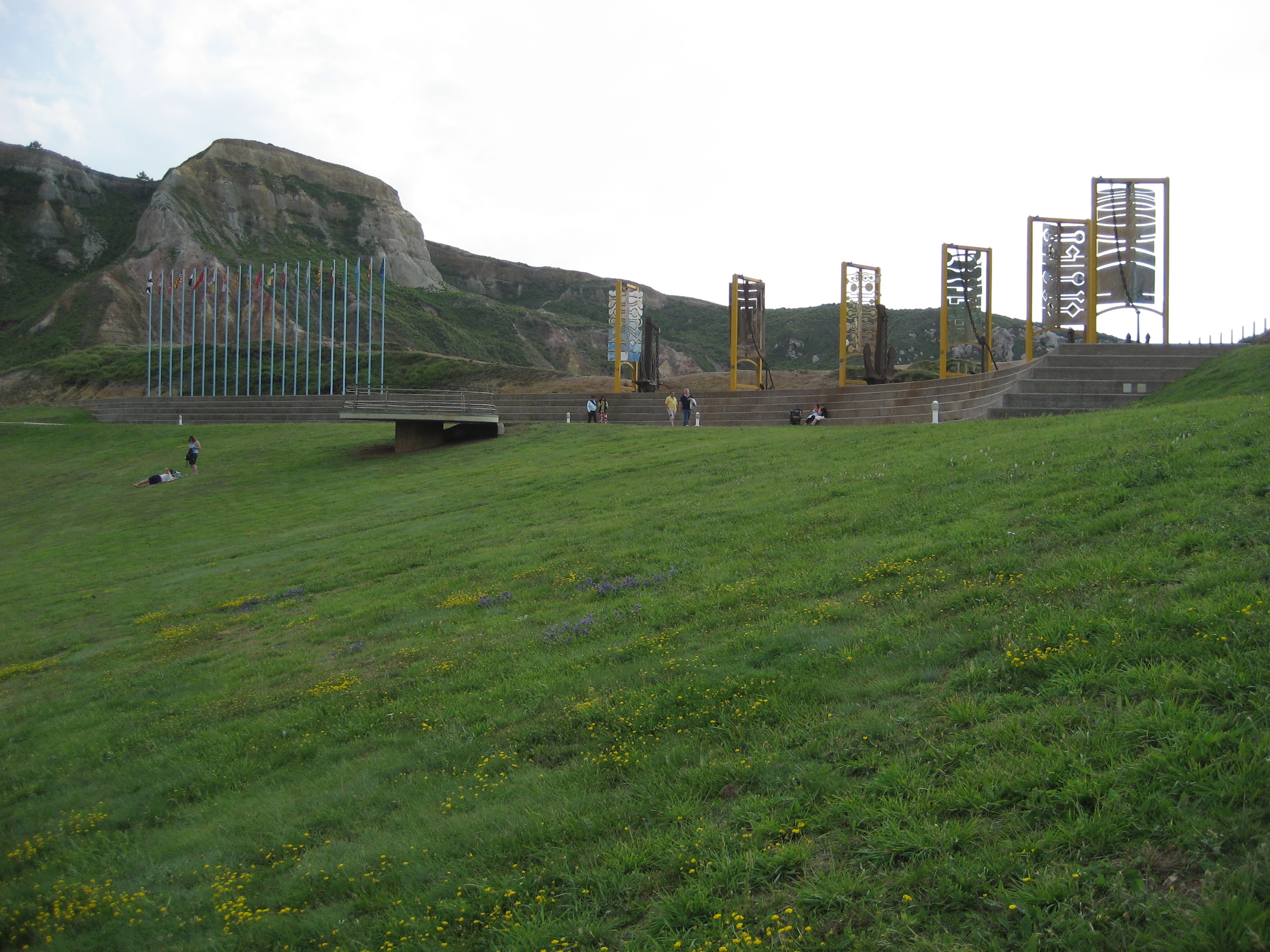
Vista parcial